# (32326) 2000 QO62
2000 QO62 (asteroide 32326) é um asteroide da cintura principal. Possui uma excentricidade de 0.18615320 e uma inclinação de 14.08968º.
Este asteroide foi descoberto no dia 28 de agosto de 2000 por LINEAR em Socorro.